# Giovanni Battista Chiappe
Giovanni Battista Chiappe (Novi Ligure, 1691 – 1768) è stato un pittore italiano, attivo soprattutto a Milano e Genova.

## Biografia e produzione artistica

### I primi anni e la formazione artistica
Noto anche come Giovan Battista e con i cognomi Chiappa e Chiappè, nacque a Novi Ligure, allora città della Repubblica di Genova, dove imparò i primi rudimenti dell'arte, sebbene non si abbiano notizie dei suoi maestri. Soggiornò in seguito a Roma, dove frequentò un certo Giuseppe Paravagna, anch'egli genovese, dal quale apprese l'arte del disegno, senza tuttavia dedicarsi allo studio del colore. Paravagna venne definito "uomo più di teorica che di pratica, ma che peraltro in sua gioventù ha disegnato lodevolmente". Completò poi la sua formazione a Genova, ancora a Novi ed infine a Milano.

### Le prime affermazioni pittoriche
Il periodo del ritorno a Novi e in seguito quello milanese coincisero con la prima affermazione del Chiappe. La prima opera storicamente accertata è la pala d'altare raffigurante Cristo agonizzante nell'orto commissionato dalla Confraternita di San Martino di Pegli a Genova, dove è ancora oggi esistente ed esposto. In quest'opera si fonde la tradizione accademica italiana (e in particolare romana) dell'epoca, dalla tipica compostezza e severità, con l'uso tutto lombardo del colore; pure lombardo è un certo patetismo ancora seicentesco. Un altro dipinto dell'epoca è il Mistero della Santissima Trinità (1753) per l'altare maggiore della chiesa della Confraternita della Trinità di Novi Ligure, anch'esso tuttora conservato nella sede originaria.
Venne dunque chiamato ad Alessandria dai Padri Gesuiti per la cui chiesa dipinse un'altra pala d'altare, raffigurante La Fede e i Santi dell'Ordine. Si trattava di un'opera dal marcato simbolismo, raffigurante i Santi della Compagnia dei Gesuiti, fra i quali stava la Fede nell'atto di scacciare l'eresia. L'impostazione coloristica ancora una volta si rifaceva alla tradizione lombarda. L'opera destò una certa ammirazione. Tuttavia se ne persero le tracce dopo non molto tempo: anche una volta soppressa la Compagnia nel 1773, la chiesa venne mantenuta e rimase consacrata fino alla dominazione francese, durante la quale però venne sconsacrata e trasformata in caserma.

### Il periodo genovese e la maturità artistica

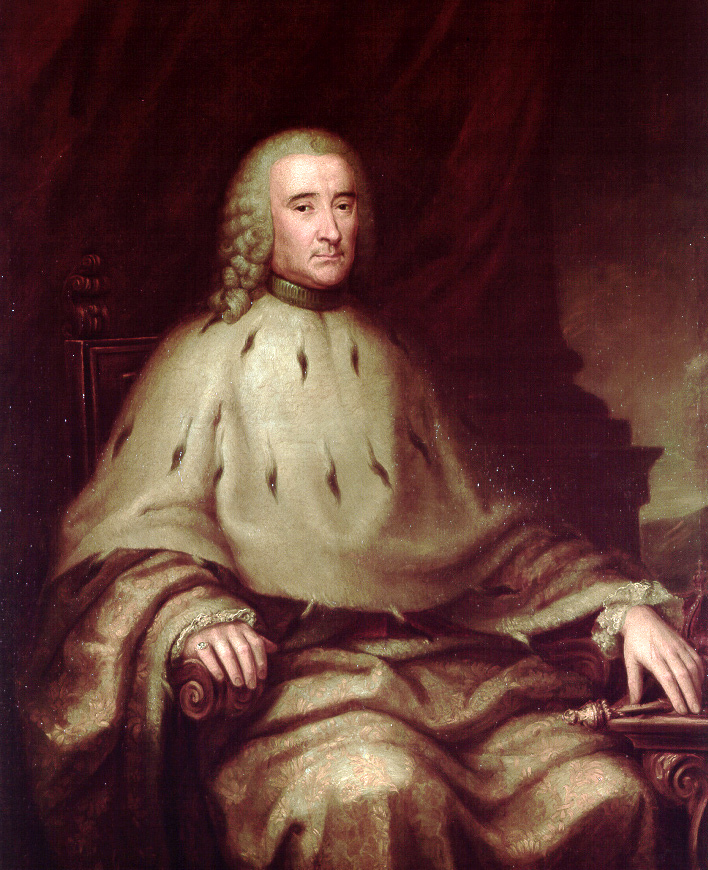
Ritratto del Doge Rodolfo Brignole Sale

Dopo la parentesi alessandrina, il Chiappe tornò a Genova, dove ebbe numerose ed importanti commissioni. Realizzò alcuni ritratti di notevole fattura per Giuseppe Torre, per un ignoto membro della famiglia Prasca del Finale (entrambi non reperibili), ma soprattutto per Rodolfo Brignole Sale, già Doge della città. Quest'ultima opera in particolare fu poi incisa da Tommaso Campi nel 1762 ed è oggi conservata presso il Museo civico di Palazzo Rosso.
Sempre a Genova gli fu commissionata la tavola per l'altare della chiesa di San Carlo raffigurante I SS. Carlo, Domenico e Francesco di Sales e Maddalena de' Pazzi in contemplazione della Vergine e il Bimbo. L'opera venne giudicata "dall'ottima distribuzione e dalla simmetria ben regolata", ma contenente "alcune cose buone, ma altre mediocri".
In occasione del rinnovamento del suo palazzo in Piazza dei Banchi (ora all'angolo fra via Ponte Reale e via Santa Lucia), Pietro Gentile commissionò al Chiappe la realizzazione di tre affreschi per le volte delle sale: Il tempo e le stagioni, un Drappello di putti e una Virtù coronata dall'Immortalità, tutte "idee ben divisate ed esposte". Tuttavia, dell'esistenza di questi affreschi non c'è più certezza, a causa di alcune controsoffittature eseguite in quegli ambienti.
L'ultimo lavoro di cui si hanno notizie fu il restauro degli affreschi della cupola della Basilica di San Siro dei padri Teatini dipinti da Giovanni Battista Carlone, in particolare il recupero delle medaglie delle volte del transetto (Eraclio al Calvario e Costantino e la croce). L'operazione si presentava ardua ma l'accortezza del Chiappe consentì di eseguire un ottimo lavoro, tanto da rendere indistinguibile la mano del restauratore rispetto a quella dell'originario affrescatore.

### La morte
Il Chiappe tornò a Novi Ligure nell'autunno del 1765, dove cadde improvvisamente malato e dove morì nel breve spazio di sette giorni, poco più che quarantenne. Pare comunque che la sua salute non fosse mai stata buona, essendo stato descritto come uomo che "mostrò sempre d'esser malato, perché avea la faccia scarna, e d'un colore pallido e tetro".

## Stile pittorico
Il Chiappe viene ricordato per essere un buon pittore, dalle molteplici influenze stilistiche. La sua pittura era malinconica come la sua personalità. In lui coesistevano una felice tendenza al classicismo, consistente nel voler dare ai suoi dipinti un'aura di antichità. Buon disegnatore, la sua fedeltà alla semplicità della natura finì tuttavia in alcuni casi con il togliere brio e spontaneità alla sua pittura. Ad ogni modo, all'epoca fu definito "l'ultimo de' pittori di merito, a nostra età trapassati".